# 戶田康光
戶田康光（生年不詳－1547年）是日本戰國時代在三河國的武將。初名是宗光（與統一渥美半島的曾祖父宗光同名），在從屬於松平清康後，接受清康的偏諱而改名為康光。父親是戶田政光。

## 生平
以戶田氏宗主的身份佔據三河田原城，與二連木城（現今豐橋市）等地的同族勢力一同支配三河灣一帶，不過北面有松平氏，東面有今川氏等，由於許多強大的戰國大名在東三河進出，所以亦被迫屈服。最初投向松平氏並把女兒真喜姬（田原御前）嫁給松平廣忠，不過松平氏在松平清康死後開始衰退，於是臣服於今川氏，戶田氏亦從屬於今川氏。
在天文16年（1547年）受今川義元的命令，前往岡崎迎接送往駿府為人質的廣忠的嫡男竹千代（後來的德川家康，生母是廣忠的前妻於大之方），負責把竹千代送到駿府。本來預定竹千代和隨行人員從岡崎城徒步出發，進入渥美半島並從老津的濱港（現今豐橋鐵道渥美線老津站附近）乘船前往駿府，不過一行人乘上的船隻向三河灣西面進發，並到達與今川氏敵對的尾張國戰國大名織田信秀的勢力範圍內。
在與織田家內通並背叛今川氏（在後來家康的自述中，自己當時是被織田氏以1千貫（或5百貫）買去）後，憤怒的今川義元派兵攻擊田原。康光在田原城籠城奮戰，不過因為寡不敵眾，最後與嫡男戶田堯光一同被討死，田原戶田氏亦因此滅亡。

## 子孫和族人
康光的次男宣光因為父親的命令而守在仁連木城，以後自稱為仁連木戶田家。在康光與今川對峙期間，宣光屬於今川方，於是戶田家的血脈得以保留。子孫仕於德川氏，以嫡統的身份成為戶田宗家，子孫有嫡流‧松本藩藩主松平康長（戶田松平家的家祖）、幕末的水戶藩家老戶田忠太夫、安島帶刀等。
康光的弟弟戶田光忠在逃出田原城後逃往岡崎，後來仕於松平氏，在奪回戶田宗家的居城田原城後，以支流的身份成為田原城城主，以後子孫都以田原戶田家自稱。光忠的孫兒戶田尊次跟隨家康並立下戰功，於是被賜予伊豆國下田5千石，在關原之戰後復歸田原1萬石。子孫在江戶時代成為譜代大名，經過宇都宮藩和足利藩直至到明治維新。
遠親則有戶田一西的兒子戶田氏鐵的大垣藩等。

## 登場作品
影視劇
- 怎麼辦家康（2023年、NHK大河劇、演：真水稔生）

## 外部連結
- 武家家伝＿戸田氏 （页面存档备份，存于）